# Smlouva z Compiègne (1624)
Smlouva z Compiègne podepsaná dne 10. června 1624, byla dohodou o spojenectví a vzájemné obraně mezi Francouzským královstvím a Nizozemskou republikou na dobu tří let od podepsání smlouvy.
Jedná se o jednu z řady smluv určených k izolaci Španělska. Francie souhlasila s finanční podporou Nizozemců v jejich válce za nezávislost výměnou za námořní pomoc a obchodní privilegia. Nakonec se ujednání ukázalo jako kontroverzní, protože podle ustanovení smlouvy vyžadovala aby protestantští Nizozemci pomáhali potlačovat své francouzské spoluvěřící v La Rochelle.

## Pozadí
První polovině 17. století v Evropě dominoval boj mezi francouzskými králi z rodu Bourbonů a jejich habsburskými rivaly panujícími ve Španělsku. Habsburkové měli pevnou pozici ve Svaté říši římské. Habsburská území ve Španělském Nizozemí, ve Franche-Comté a v Pyrenejích znemožnila Francii expandovat a učinila ji zranitelnou vůči invazi. Během francouzských náboženských válek Španělsko spolupracovalo s Katolickou ligou při obsazení velkých oblastí Francie, konflikt ukončil až Jindřich IV., který nastoupil na trůn v roce 1589. (Podpisem Nantského ediktu ukončil hugenotské války).
Po atentátu na Jindřicha IV. v roce 1610 se jeho manželka Marie Medicejská stala regentkou, vládnoucí za devítiletého Ludvíka XIII. V roce 1614 byla formálně její vláda jako regentky ukončena, ale její vliv na státní záležitosti přetrval. To vedlo k řadě vzpour mocných regionálních šlechticů jak katolíků tak protestantů, kteří nechtěli strpět snahy o snížení své autority. Náboženské napětí bylo zvýšeno vypuknutím třicetileté války v roce 1618. V roce 1621 monarchistické síly obnovily katolictví v protestantské oblasti Béarn, což mělo za následek hugenotské povstání vedené Henri II. de Rohanem a jeho bratrem Soubisem. Vzpoura skončila v patové situaci s Montpellierskou smlouvou z 18. října 1622. Tato smlouva uzavřená mezi Ludvíkem XIII. a vévodou de Rohanem byla podepsána po obléhání Montpellier a ukončila nepřátelství mezi francouzskými monarchisty, tedy katolíky a hugenoty. Potvrdila ujednání Nantského ediktu, omilostnila vévodu de Rohan a povolila hugenotům udržovat jejich početné pevnosti a posádky.

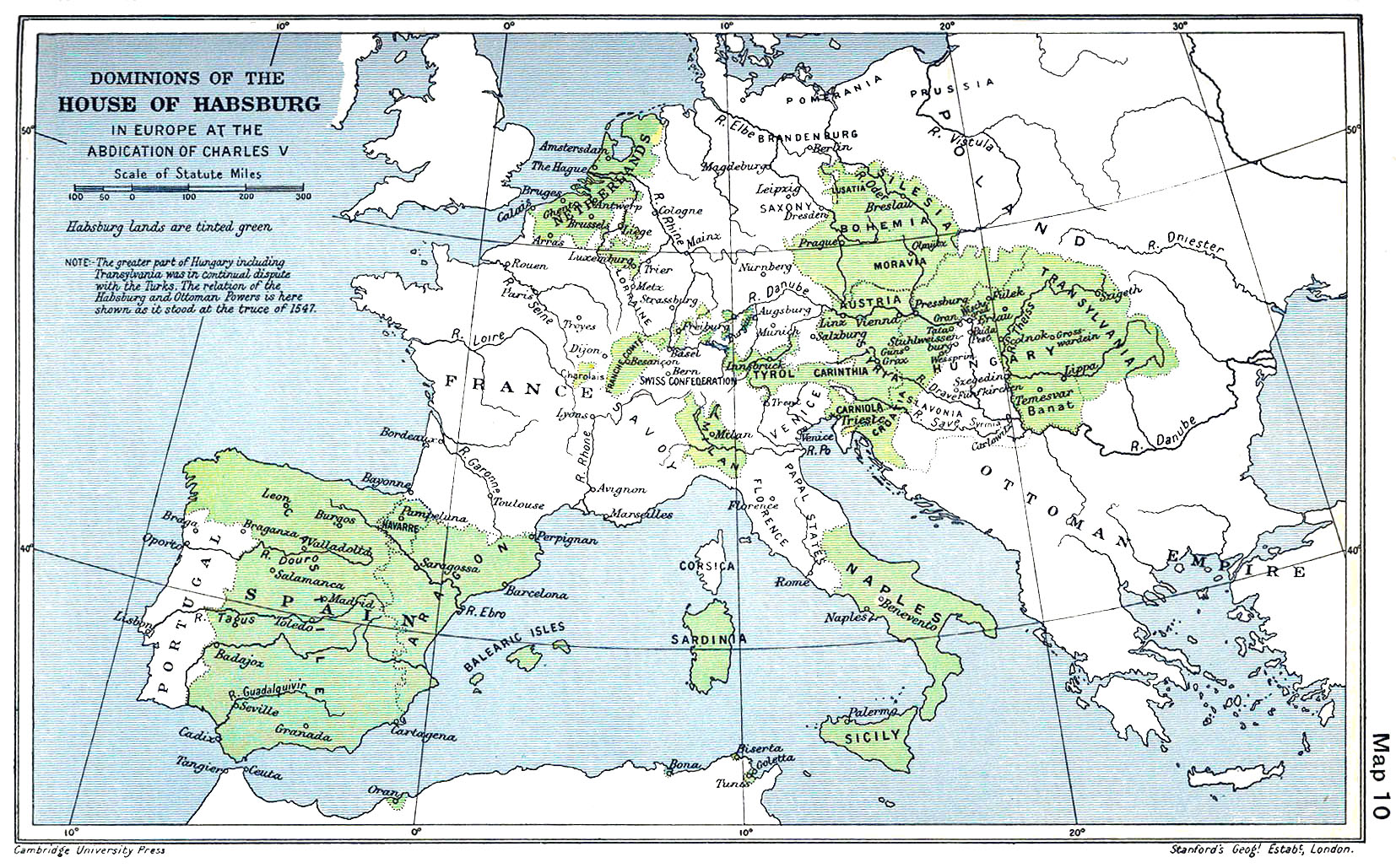
Mapa nadvlády Habsburků po bitvě u Mühlbergu, 1547

Poté, co kardinál Richelieu poprvé vstoupil do vlády v roce 1616, bylo jeho politikou „zabránit španělské expanzi“ a „chránit své sousedy před španělským útlakem“. Na rozdíl od mnoha jiných politiků se zásadně postavil proti hugenotům, protože podle něj jejich autonomie ohrožovala vytvoření silného centralizovaného státu, potřebného k porážce Španělska. Byl to spíše tento důvod než otázka náboženství, neboť později se Richelieu ukázal být stejně nemilosrdným při útoku na jejich katolické protějšky.
Francie byla oslabená vnitřními rozpory. Richelieu se proto vyhnul přímému konfliktu se Španělskem podporou jeho rivalů a to bez ohledu na náboženství. Francie tak financovala protestantské Španělské Nizozemí v jeho boji za nezávislost na Španělsku v letech 1568 až 1648. V roce 1609 se obě strany dohodly na dvanáctiletém příměří, a když v roce 1621 znovu začala válka, Španělsko získalo řadu vítězství; v roce 1623 domácí opozice nespokojená s válkou a vysokými daněmi vybíranými k jejímu zaplacení vedly Nizozemsko k hledání vnější podpory.
Z různých důvodů byly Anglie i Francie znepokojeny přítomností Španělska v Nizozemsku; v anglo-nizozemské obranné alianci ze dne 5. června 1624 Jakub I. souhlasil s poskytnutím 6 000 vojáků na dobu dva roky. Smlouva z Compiègne byla ukázkou dvojího přístupu kardinála Richelieu, který vyjednával i spojenectví s Anglií. Jednání vedlo ke sňatku Henriety Marie Bourbonské s anglickým Karlem I.